# Kovači (Tomislavgrad)
Pour les articles homonymes, voir Kovači.
Kovači (en cyrillique : Ковачи) est un village de Bosnie-Herzégovine. Il est situé dans la municipalité de Tomislavgrad, dans le canton 10 et dans la fédération de Bosnie-et-Herzégovine. Selon les premiers résultats du recensement bosnien de 2013, il compte 360 habitants.

## Géographie
Le village est situé au bord de la rivière Šuica, qui coule sur le poljé de Duvno.

## Démographie

### Évolution historique de la population dans la localité
| 1948 | 1953 | 1961 | 1971 | 1981 | 1991 | 2013 |
| ---- | ---- | ---- | ---- | ---- | ---- | ---- |
| -    | -    | 414  | 510  | 344  | 633  | 360  |

|  |

### Répartition de la population par nationalités (1991)
En 1991, les 366 habitants du village étaient tous croates.

### Communauté locale
En 1991, la communauté locale de Kovači comptait 687 habitants, répartis de la manière suivante :